# Wolfgang Ludewig
Wolfgang Ludewig (* 7. Dezember 1926 in Marburg; † 21. Dezember 2017 in Stuttgart) war ein deutscher Komponist und Rundfunkautor, der in Stuttgart lebte.

## Werdegang
Ludewig studierte Komposition bei Wolfgang Fortner in Heidelberg sowie Musikwissenschaft, Philosophie und Kunstgeschichte an der Universität Heidelberg. Er war Stipendiat der Internationalen Darmstädter Ferienkurse, wo er Kurse von Ernst Krenek, Edgar Varèse und René Leibowitz besuchte.
Er arbeitete früh auch als Musik- und Theaterkritiker. 1963 bis 1967 leitete er die Presseabteilung des Musikverlags B. Schott’s Söhne Mainz. Von 1968 bis 1992 arbeitete er als Redakteur für Oper und zeitgenössische Musik beim Süddeutschen Rundfunk Stuttgart. Er ist Mitbegründer der Gesellschaft für Neue Musik in Mannheim. 1994 bis 1997 war er Präsident der Freien Akademie der Künste Mannheim.
Ludewigs kompletter Werkkatalog umfasst ca. 50 Werke aller Gattungen, die in vielen europäischen Ländern sowie in den USA, in Israel und Japan aufgeführt wurden.
Ein Teil seiner Werksammlung befindet sich im Bestand des Deutschen Komponistenarchivs in Hellerau – Europäisches Zentrum der Künste in Dresden.

## Werke
- Streichquartett Nr. 1 (1951) / ca. 17′
- Streichquartett Nr. 2 (1955) / ca. 15′
- Im Wachen und im Traum (1962) / ca. 10′, Geistlicher Gesang für Sopran und 8 Instrumente nach einem Gedicht von Rabindranath Tagore – 1.1.1. Bass-Klar. 0. – 0.0.0.0. – Celesta – Str.: VI., Vla.. Vc. (solistisch oder chorisch)
- Mosaik (1973/74) – FL/OB/CL/HN/BN
- Soni (1974) – OB (COR ANG)
- Invokationen (1974)/ ca. 12′ – Vier Stücke für Flöte und Klavier
- Der Clown. Gedanken eines Siebzehnjährigen (1975) / ca. 8′ – Zyklus nach Texten von Matthias Ludewig für Sprecher und Flöte -(mit einem Schlagzeuger ad lib.)
- Reflexionen (1975) – FL/VLC/PF
- Concertino (1979) FL/BN/HPD
- Streichquartett Nr. 3 (1980) / ca. 10′
- Movimento variato für Flöte, Viola und Gitarre (1981) – FL/VLA/GTR
- Fantasie (1984/85) / ca. 9′ für Klavier
- Drei Meditationen und zwei Intermezzi (1985)/ ca. 15′ – für drei Flöten
- Die Zeit ist reif… (1986) ca. 1 5 – Zyklus für Vokalquartett (solistisch oder chorisch), Sprecher und Kammerensemble – Fl. – Klar. – Schl(1). – Klav. – Vla. – Vc. Kb.
- Impromptu (1987), ca. 7′ – für zwei Gitarren
- Epigrams. 6 Short Pieces (1987) 4CL
- Duo (1991) ca. 15′ – für Klarinette (B) oder Sopran-Saxophon und Klavier
- Klatropos (1991) / ca. 11′ – 7 Aphorismen für Klavier, Trompete und Posaune
- Immagini (1995), ca. 12′ – 5 Stücke für 1 Flötisten und 1 Schlagzeuger
- Variationen (1999), ca. 11′ – für Tenorblockflöte und kleines Schlagzeug
- Fantastisches Concertino (2000), ca. 12′ – für Violine solo, Schlagzeug (1) und Streichorchester
- Essay for oboe (Musette) and strings (ohne Datum)
- Gesang der Nacht – (contr)alto and orchestra (ohne Datum)
- Klavierstücke (ohne Datum)

Verlage: Edition Gravis, Boosey & Hawkes